# Имамутдинов, Туфан Рифович
Туфан Рифович Имамутдинов (род. 7 ноября 1984, Брежнев, Татарская АССР, РСФСР, СССР) — российский театральный режиссёр. В настоящее время — главный режиссёр Театра имени Карима Тимчурина, г. Казань.

## Биография
Родился 7 ноября 1984 года в городе Брежнев (сейчас Набережные Челны) Татарской АССР. Окончил Елабужское училище культуры и искусств (режиссерский факультет, курс З. И. Садриевой) в 2010 году, затем режиссёрский факультет РАТИ-ГИТИС (курс Олега Кудряшова) в 2011 году.
С декабря 2014 года по июнь 2020 года Туфан Имамутдинов — главный режиссёр Казанского театра юного зрителя. В 2017 году основал в Казани независимое творческое объединение «Алиф», с которым сделал несколько пластических спектаклей. В сентябре 2021 года Имамутдинов назначен главным режиссером Театра имени Карима Тимчурина в Казани.

## Режиссёрские работы

### ГИТИС, мастерская Олега Кудряшова
- 2009 — «Гоголь. Фантазии» по Николаю Гоголю — совместно с Никитой Кобелевым, Кириллом Вытоптовым (фрагмент «Записки сумасшедшего» — позже стал основой спектакля Театр имени Маяковского)

### Театр наций, Москва
- 2010 — «Сиротливый Запад», Мартин Макдонах
- 2011 — «Шоша», по Иссаку Башевису-Зингеру
- 2013 — «Стеклянный зверинец», Теннесси Уильямс

### Театр «Современник», Москва
- 2010 — «Выстрел» по Александру Пушкину

### Национальный театр Румынии (г.Тыргу-Муреш)
- 2011 — «Женитьба», Николай Гоголь
- 2013 — «Смерть Тарелкина», Александр Сухово-Кобылин
- 2014 — «Калигула», Альбер Камю

### Московский академический театр имени Владимира Маяковского
- 2012 — «Записки сумасшедшего», Николай Гоголь

### Набережночелнинский государственный татарский драматический театр
- 2013 — «Ветер шумит в тополях», Жеральд Сиблейрас

### Казанский государственный театр юного зрителя
- 2014 — «Любовь людей», Дмитрий Богославский
- 2014 — «Война глазами детей. Фрагменты», Рут Винекен
- 2015 — «Джельсомино в Стране лжецов», мюзикл по повести Джанни Родари, инсценировка — Михаил Меркушин, композитор — Юрий Чаплин
- 2016 — «Из глубины», по письмам Винсента Ван Гога
- 2016 — «Страсти по Семен Семеновичу», по пьесе Николая Эрдмана «Самоубийца»
- 2016 — «Маленький принц», по сказке Антуана де Сент-Экзюпери
- 2017 — «Нос», по повести Николая Гоголя
- 2018 — «Выстрел» по Александру Пушкину
- 2018 — «Бал. Бесы» по роману «Бесы» Фёдора Достоевского
- 2020 — «Зимняя сказка для взрослых» по картинам Валентина Губарева

### Театр «Старый дом», Новосибирск
- 2015 — «Мамаша Кураж и её дети», Бертольд Брехт

### Творческое объединение «Алиф», Казань
- 2017 — «Алиф», пластический спектакль — совместно с хореографом Марселем Нуриевым и композитором Эльмиром Низамовым
- 2018 — «Шамаиль», пластический спектакль — совместно с хореографом Марселем Нуриевым и композитором Эльмиром Низамовым
- 2018 — «Аллюки», хоровая опера — совместно с хореографом Марселем Нуриевым и композитором Эльмиром Низамовым
- 2019 — «Дэрдемэнд», пластический спектакль — совместно с хореографом Марселем Нуриевым и композитором Эльмиром Низамовым

### Русский драматический театр имени М. Горького,Астана, Казахстан
- 2019 — «Женитьба», Николай Гоголь

### Театральная площадка Moñ, Казань
- 2020 — «Хава», пластический спектакль — совместно с Марселем Нуриевым
- 2021 — «Рохинджа», «спектакль-инсталляция»
- 2021 — «Кунегу», «спектакль-книга»

### Татарский государственный театр драмы и комедии имени Карима Тинчурина, Казань
- 2020 — «Полиционер», Ильгиз Зайниев
- 2021 — «И этот день», Мударрис Аглямов

### Центр творческих проектов «Инклюзион», Москва
- 2020 — «Здесь больше чем просто селедка» по картинам Питера Брейгеля Старшего

### Нижнекамский татарский драматический театр
- 2021 — «На заре», пластический спектакль на основе поэзии Сагита Рамиева